# 2017年颶風馬克斯
颶風馬克斯（英語：Hurricane Max）是一個生命週期短暫的熱帶氣旋，但巔峰仍然達到一級颶風強度，在西南墨西哥造成损害。馬克斯是2017年太平洋的飓风季的第16個熱帶氣旋，也是第十三個被命名的風暴及第七個颶風，形成於9月13日在墨西哥近海的低壓槽，在低壓槽的影響下，使該系統向東北東移動，由於海水溫度夠高，使此系統快速增強，馬克斯在9月14日強度達到巔峰，為一級颶風強度，之後登陆在墨西哥的格雷罗州。登陸後受地形影響而迅速減弱，在9月15日12時減弱為熱帶風暴，並在當日消散。
由於強風即將到來，墨西哥政府发出热带风暴和飓风觀察警告。小型的熱帶氣旋，影响範圍是相对較小，颶風在格雷羅州產生大浪、洪水及土石流。超过1,500棟房屋受洪水損害，很多聯邦高速公路受到損害，包括墨西哥聯邦高速公路200號被关闭，馬克斯在墨西哥造成一个罹難及一人失蹤。

## 氣象歷史
馬克斯起源於一股東風波，該股東風坡也產生飓风何塞，在9月11日由大西洋穿越中美洲進入太平洋，很快組成漩渦狀的環流 。在9月13日於墨西哥西南方數百英里海上，出現廣大的對流區。同日中午在阿卡普尔科西南方增強為熱帶性低氣壓，同時受低壓槽的牽引，轉向東北東方向移動，在六小時後增強為熱帶風暴。攝氏30度的海水溫度使此系統快速增強，在隔日中午增強為一級颶風，此時中心出現風眼，此系統在登陸前繼續增強，六小時後達到巔峰，一分鐘平均風速為每小時150公里，不久後登陆於墨西哥格雷罗州。之後受到山谷的影響使其快速減弱，在顛峰後的18小時內消散。

## 防災措施

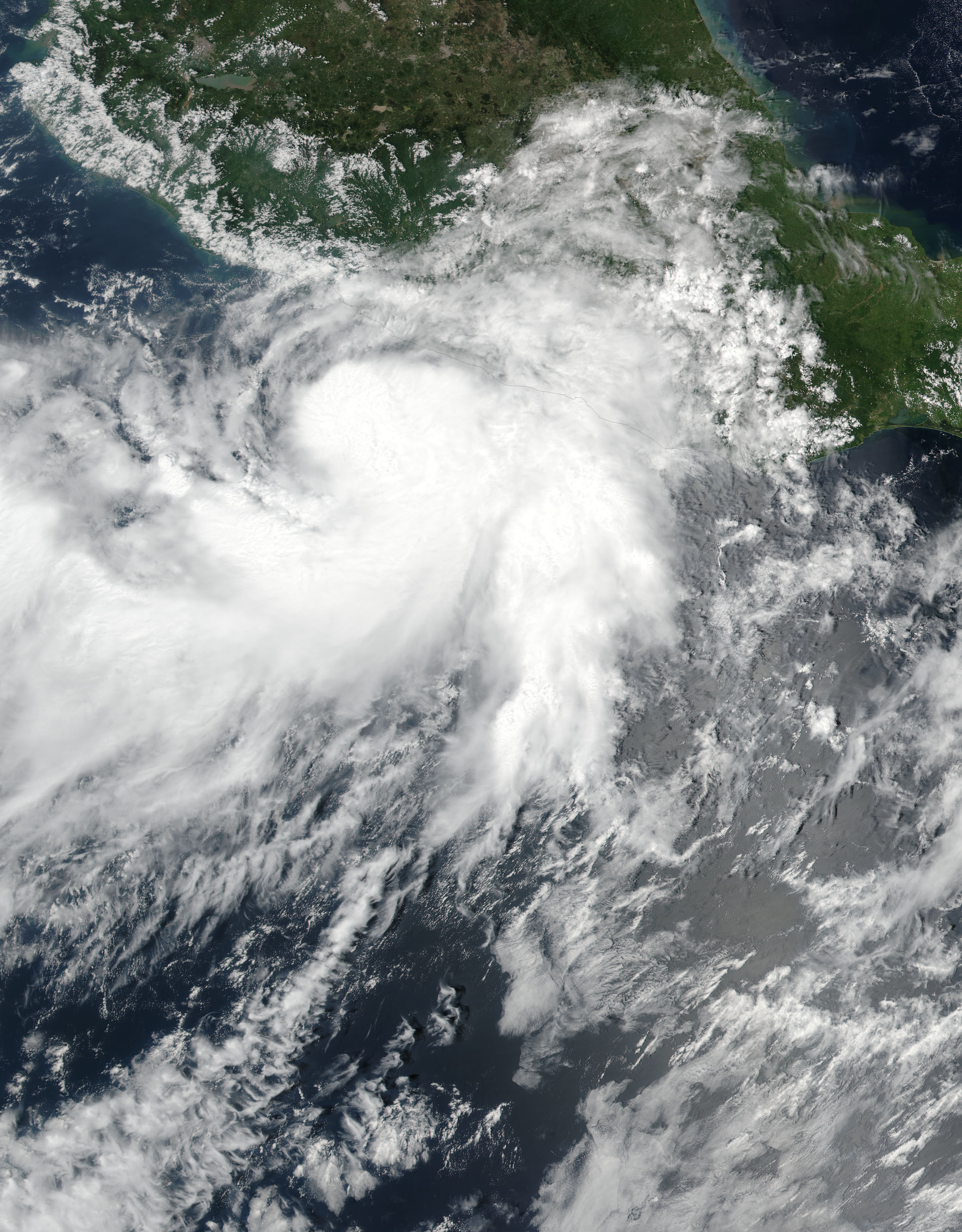
热带风暴最大加强西南海岸以外的墨西哥

當馬克斯還是熱帶性低氣壓時，墨西哥政府對芝华塔尼欧到蓬马尔多纳多之間的海岸發出熱帶風暴觀察預警。在當日晚上9時更改為熱帶風暴警告。六小时后，墨西哥政府對上述同一地區发出颶風觀察警告，之後在增強為颶風時發出颶風警告三小时后，蓬马尔多纳多到查卡華潟湖國家公園列入热带风暴警告和飓风觀察警告。在9月15隨者馬克斯移入內陸，所有警告解除。在墨西哥共有788個人员撤离到临时避難所。

## 影響
馬克斯的暴雨在格雷罗州產生洪水氾濫和泥石流，造成1500個家庭受到損害。在聖馬科斯有200個房屋被强风和洪水所破坏，有一个人失踪。另外有兩個人被洪水沖走，其中一個在2公里外發現，不過已經罹難；另外一個抓住樹幹倖存。強風吹倒數百棵樹，同时產生天坑和泥石流導致许多道路封閉，包括墨西哥联邦高速公路200號，這造成許多旅客的行程受到影響。在风暴期间有126,503個墨西哥聯邦電力監察委員會的客户停電。在克鲁兹大和科帕拉間的橋梁受到損壞，通訊受到阻礙，农田受帶損害、馬克斯導致至少3,000名居民無家可歸。在墨西哥的西南側沿海，馬克斯導致五公尺高的海岸，造成六艘漁船下沉。由于馬克斯的規模較小，並且影響地區的人口密度較小，故整體損害較少。墨西哥全國經濟損失為13.5億比索。